# Vilgot Hammarling
Karl Vilgot Valentin Hammarling, ursprungligen Nilsson, född 31 januari 1892 i Stubbhult, Målilla socken, död 4 maj 1962 i England, var en svensk journalist och översättare. 1912 utgav han tillsammans med Gunnar Hede diktboken På solstigar och mörka vägar. Efter redaktionsarbete på Tidens lexikon fick han 1918 anställning på Upsala Nya Tidning. 1921 gick han vidare till Dagens Nyheter där han kom att stanna 17 år, delvis som tidningens Londonkorrespondent. 1938 utsågs Hammarling till pressattaché vid Sveriges ambassad i London, en tjänst han kom att inneha fram till pensioneringen 1958.
Som översättare gjorde han någon enstaka översättning från tyska, men är känd som den som under mellankrigstiden översatte P. G. Wodehouse till svenska.

## Biografi
Vilgot Hammarling var son till lantbrukaren J. V. Nilsson och dennes hustru Ida, född Svensson. Han var gift första gången 1916–1943 med Elsa Petersson, född 1892, och andra gången från 1946 med Beatrix Moore (född 1903), som för övrigt var guddotter till författarinnan Beatrix Potter. I andra äktenskapet fick han två söner.

## Översättningar (urval)
- Norman Angell: Osynliga lönnmördare (The unseen assasins) (Tiden, 1932)
- P. G. Wodehouse: Psmith ordnar saken (Leave it to Psmith!) (Bonnier, 1934)
- Freda Utley: Kolossen på lerfötter (översatt tillsammans med Emil Langlet) (Japan's feet of clay) (Tiden, 1937)